# Glacier de Tricot
Le glacier de Tricot est un ancien glacier de France situé dans le massif du Mont-Blanc, sur la commune de Saint-Gervais-les-Bains.
Le glacier nait sur la face ouest de l'aiguille de Tricot et sur l'adret de la pointe supérieure de l'arête de Tricot, à environ 3 000 mètres d'altitude. Il s'épanche vers le sud-ouest en direction du glacier de Miage. Le refuge de Plan Glacier se trouve juste au sud du glacier.